# Kostolianske lúky
Kostolianske lúky jsou chráněný areál v katastrálním území obce Kostoľany pod Tribečom v okrese Zlaté Moravce v Nitranském kraji na Slovensku. Území bylo vyhlášeno v roce 2000 a jeho rozloha je 4,2 hektaru. Předmětem ochrany je biotop s lesostepní vegetací a výskytem vstavačovitých rostlin.